# Myriam El Khomri
Pour la ville afghane, voir Pol-e Khomri.
Myriam El Khomri, née le 18 février 1978 à Rabat (Maroc), est une femme politique française. Elle détient également la nationalité marocaine.
Membre du conseil national du Parti socialiste à partir de 2008, elle est conseillère de Paris, élue dans le 18e arrondissement, entre 2008 et 2020.
Le 26 août 2014, elle est nommée secrétaire d'État à la Politique de la Ville puis, le 2 septembre 2015, ministre du Travail, de l'Emploi, de la Formation professionnelle et du Dialogue social. À ce titre, elle porte la loi relative au travail, à la modernisation du dialogue social et à la sécurisation des parcours professionnels, adoptée en août 2016.

## Biographie

### Origines et vie familiale
Myriam El Khomri est née le 18 février 1978 à Rabat. Son père est marocain, gérant d'une boutique de reprographie à Bordeaux, tandis que sa mère est bretonne, professeur d'anglais, en coopération au Maroc à sa naissance,. À ce titre, elle jouit des nationalités marocaine et française[réf. souhaitée].
Jusqu'à l'âge de neuf ans, elle vit à Tanger. Elle s'installe ensuite avec sa famille à Thouars (Deux-Sèvres) puis à Mérignac, près de Bordeaux. Au collège Monséjour, situé à Bordeaux Caudéran, elle siège au conseil général des jeunes de Gironde. Elle passe son baccalauréat scientifique à l'âge de 17 ans.
Mariée à un informaticien originaire du Médoc,, elle a deux filles.

### Études et formation
En 1995, elle étudie le droit public à l'université Bordeaux IV. Elle finance ses études avec des bourses et en occupant plusieurs emplois.
En 1999, elle emménage à Paris et poursuit ses études de droit à l'université Paris I Panthéon-Sorbonne, où elle obtient un diplôme d'études supérieures spécialisées (DESS) de science politique (administration du politique) en 2001. Elle co-rédige un mémoire de fin d’études sur « les Maisons de Justice et du Droit ».
Pour obtenir un stage, elle écrit à trois hommes politiques, dont Claude Bartolone, alors ministre délégué à la Ville. Elle effectue ainsi son stage de fin d'études au ministère délégué à la Ville. Claude Bartolone la recommande à Annick Lepetit, alors maire du 18e arrondissement de Paris, dont elle devient la collaboratrice.

### Parcours politique
En 2001, lors de l'élection de Bertrand Delanoë, elle rejoint, en tant que collaboratrice, la mairie du 18e arrondissement de Paris, où elle est chargée des questions relatives à la prévention, la sécurité et la toxicomanie. Elle participe cette même année à l'élaboration du contrat local de sécurité du 18e arrondissement. En 2004, elle participe à l'élaboration du plan « crack du nord-est parisien » de la Mission interministérielle de lutte contre la drogue et la toxicomanie (MILDT).
Après le 21 avril 2002, Myriam El Khomri adhère au Parti socialiste. Elle siège au conseil national du parti à partir de 2008, puis au bureau national à partir de 2012 ; elle est nommée secrétaire nationale du Parti socialiste chargée des questions de sécurité en mai 2014.

#### Élue parisienne
En mars 2008, elle est élue dans le 18e arrondissement de Paris, sur la liste Daniel Vaillant-Bertrand Delanoë. Elle est depuis membre du Conseil de Paris et de 2008 à 2011, adjointe au maire, chargée de toutes les questions relatives à la protection de l'enfance et de la prévention spécialisée, puis du 18 février 2011 au 27 août 2014, date de son entrée au gouvernement, adjointe au maire chargée de toutes les questions relatives à la prévention et à la sécurité,. Le 21 avril 2008, elle est nommée représentante du Conseil de Paris au conseil d'administration du centre d’action sociale de la Ville de Paris puis le 10 mai 2008 au conseil de surveillance de l'hôpital de pédiatrie et de rééducation de Bullion et le 26 mai 2008 au comité de surveillance des pupilles de la Ville de Paris.
Elle participe à l'inauguration de la place des Droits-de-l'Enfant à Paris (14e arrondissement de Paris, angle des rues de la Tombe-Issoire et d’Alésia) avec l’UNICEF à l’occasion du 20e anniversaire de la Convention relative aux droits de l'enfant (CIDE).
Le 16 juin 2010, à l'occasion de la clôture des États généraux de la Protection de l'enfance organisés par Nadine Morano, alors ministre de la Famille, elle interpelle le gouvernement, sur la politique gouvernementale de protection des enfants, aux côtés de cinq autres conseils généraux franciliens (conseils généraux de Paris, de l'Essonne, du Val-de-Marne, du Val-d'Oise, de la Seine-et-Marne et de la Seine-Saint-Denis) par une déclaration commune, qu'elle signe aux côtés de Claire-Lise Campion, Pierre Coilbault, Viviane Gris, Pascal Popelin, Danièle Querci, tous élus de ces départements.
Elle démissionne de ces trois postes le 7 février 2011, date à laquelle elle est nommée représentante du Conseil de Paris au conseil d'administration de l'association « Paris - Aide aux victimes », à la commission consultative de gestion de la brigade de sapeurs-pompiers de Paris, à la commission consultative de sécurité et d’accessibilité de la préfecture de police, à la commission départementale de la sécurité des transports de fonds de Paris, à la commission départementale des systèmes de vidéosurveillance de Paris, à la commission locale d’action sociale de la préfecture de police, au conseil départemental de sécurité civile de Paris, au conseil d'administration de la fondation Louis Lépine, et enfin à la commission départementale de la sécurité routière de Paris. Elle élabore le schéma départemental de la protection de l'enfance et de la prévention spécialisée pour les années 2010-2014, créé des structures d’accueil pour les mineurs isolés étrangers.
Elle soutient Martine Aubry lors de la primaire présidentielle socialiste de 2011. Lors des élections législatives de 2012, elle est la suppléante de Christophe Caresche, député de la 18e circonscription de Paris.
Lors de la campagne des élections municipales de 2014 à Paris, elle est l'une des porte-paroles d'Anne Hidalgo. Pressentie par cette dernière pour prendre la succession de Daniel Vaillant à la mairie du 18e arrondissement de Paris, le maire sortant lui préfère Éric Lejoindre. Elle est reconduite dans ses fonctions de maire-adjointe. Le 5 avril 2014, elle est élue vice-présidente de la commission permanente du Conseil de Paris.
Elle se rapproche de François Hollande au début de l’été 2014.

#### Secrétaire d'État chargée de la Ville
Elle est nommée, à partir du 26 août 2014, secrétaire d'État à la Politique de la Ville dans le deuxième gouvernement Valls, portefeuille assumé précédemment par Najat Vallaud-Belkacem (en tant que ministre des Droits des femmes, de la Ville, de la Jeunesse et des Sports), et placée sous la responsabilité de Patrick Kanner, ministre de la Ville, de la Jeunesse et des Sports. Elle quitte alors ses fonctions exécutives de la mairie de Paris le 27 août 2014. Elle est la benjamine du gouvernement.
La politique ayant été définie par la loi construite par François Lamy dans le deuxième gouvernement Ayrault, elle concentre son action sur de la communication. Elle fait sa première apparition publique à Nantes le 7 septembre 2014 à l'occasion de la fondation du collectif « Pas sans nous », coordination de groupes de quartiers populaires puis multiplie les déplacements sur le terrain, notamment dans les communes dirigées par le Front national. Le 2 septembre 2015, cette fonction est reprise directement par Patrick Kanner, ministre de la Ville, de la Jeunesse et des Sports.

#### Ministre du Travail

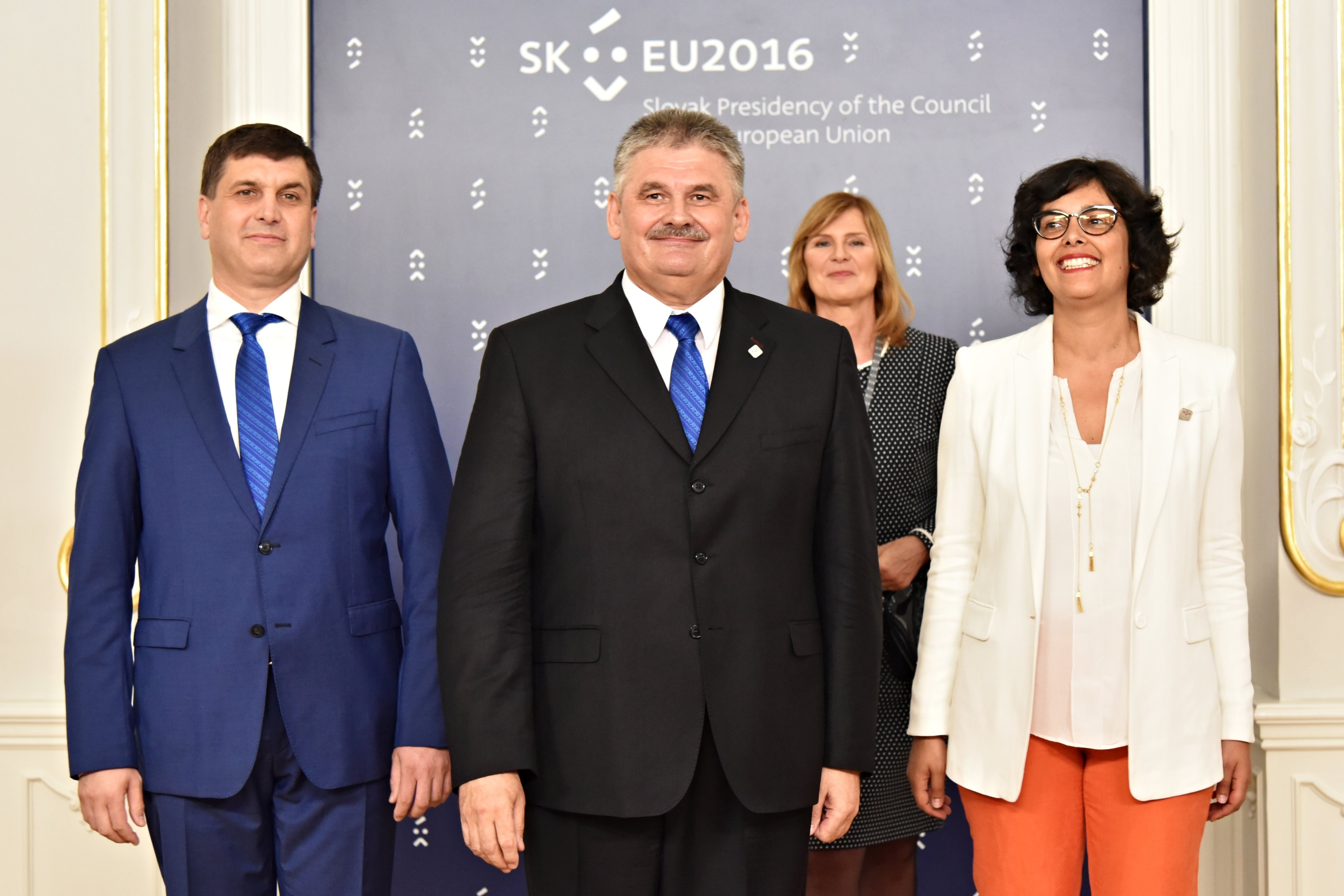
Le secrétaire d'État slovaque au Travail Branislav Ondruš, le ministre slovaque du Travail Ján Richter et Myriam El Khomri en juillet 2016.

Le 2 septembre 2015, elle est nommée ministre du Travail, de l'Emploi, de la Formation professionnelle et du Dialogue social, après la démission de ce poste de François Rebsamen, maire de Dijon.
Sa nomination « surprise » fait s'interroger l'opposition et la presse sur sa compétence — durant un entretien diffusé à la radio, il est apparu qu'elle ne savait pas combien de fois un CDD était renouvelable — et son expérience pour ce ministère réputé difficile et de premier plan. Comme lors de sa nomination au secrétariat d'État chargée de la Ville, elle fait l'objet de commentaires critiques, parfois racistes et sexistes, sur les réseaux sociaux,.
Elle est chargée de présenter début 2016 un projet de loi controversé réformant la législation relative au travail, avec notamment une flexibilisation du temps de travail, les bases du futur « compte personnel d’activité », des mesures sur la médecine du travail et des dispositions sur la restructuration des branches professionnelles. La ministre envisage d'intégrer au projet de loi des dispositions pour maintenir le statut des travailleurs indépendants des plateformes collaboratives comme Uber. Le projet de loi intègre l'essentiel du projet de loi dit « Nouvelles opportunités économiques » préparé par Emmanuel Macron[source insuffisante]. La loi suscite un mouvement de grèves et le gouvernement décide d'utiliser l'article 49 alinéa 3 de la Constitution française (dit « 49.3 ») pour le faire adopter.
Elle a pour directeur de cabinet Pierre-André Imbert, qui occupait déjà ce poste auprès de François Rebsamen. D'après la journaliste Martine Orange, il « a été imposé à la ministre du travail par Manuel Valls, à son arrivée », et aurait commencé de rédiger le projet de loi Travail dès les vacances de Noël 2015 en collaboration avec Matignon, sans que Myriam El Khomri n'en connaisse le contenu.
Elle participe à la création de la Grande École du Numérique.

#### Élections législatives de 2017
Le 8 décembre 2016, elle est investie par les militants pour les élections législatives de 2017 à Paris avec 89 voix contre 84 à sa rivale Afaf Gabelotaud. Pendant la primaire citoyenne de 2017, elle soutient Manuel Valls. Pour le premier tour de l'élection présidentielle de 2017, elle assume « des divergences avec Benoît Hamon » mais se dit « loyale à [son] parti » et indique qu'elle n'aura « aucune expression publique qui pourrait nuire » à Benoît Hamon. Elle appelle à voter pour Emmanuel Macron au second tour, après avoir voté en sa faveur pour le premier. La République en marche ne lui oppose pas de candidat lors des législatives qui suivent malgré la mobilisation de militants du parti contre cette hypothèse. Elle annonce vouloir « porter les valeurs de la gauche au sein de la majorité présidentielle » et affronte notamment Pierre-Yves Bournazel, candidat LR qui dit également soutenir « la majorité présidentielle ». Elle est battue à l'issue du second tour, avec 53,6 % contre 46,4 %.

### Reconversion professionnelle
Elle se reconvertit ensuite dans le domaine du conseil en créant en novembre 2017 un cabinet de conseil aux entreprises, MEK Conseil. En mai 2018, elle devient également conseillère principale de Lee Hecht Harrison Altedia, puis en mars 2019, elle intègre le groupe de courtage en assurance Siaci Saint Honoré en tant que directrice du pôle Conseil de sa filiale en conseil et stratégie S2H Consulting.
En juillet 2019, la ministre des Solidarités et de la Santé Agnès Buzyn nomme Myriam El Khomri à la tête d’une mission sur l’attractivité des métiers du grand âge, avec pour objectif de lutter contre la pénurie de personnel dans ce secteur.
Le 31 mars 2021, elle entre au conseil d'administration de Nexity.
Le 15 décembre 2023, elle est nommée en qualité de présidente du conseil de surveillance de CDC Habitat (Groupe Caisse des Dépôts et des Consignations).

### Autres engagements
En mars 2018, elle joue avec Roselyne Bachelot et Marlène Schiappa une représentation des Monologues du vagin d'Eve Ensler au théâtre Bobino. Le spectacle, produit par le producteur Jean-Marc Dumontet, est mis en scène par Coralie Miller. Les bénéfices du spectacle vont au Collectif féministe contre le viol.

## Distinctions
- Chevalier de la Légion d'honneur (2021)[48].